# Edith Durham
Mary Edith Durham (8. december 1863 i London – 15. november 1944 smst) var en engelsk rejsende, der – uden at have gennemført nogen formel uddannelse – opnåede store resultater inden for socialantropologi eller kultursociologi. Hun har gennemførte flere rejser i Albanien og Kosovo og har skrevet en stadig meget læst og anerkendt bog High Albania.
Følgende er (med tilladelse) hentet fra Bjørn Andersen: Albanske Studier (2002):

Mary Edith Durham blev født i London 1863. Hun var datter af en læge og den ældste af en børneflok på 6. Hun havde ambitioner om at blive maler og tegner, gik på Badford College og senere på Royal Academy of Arts, men måtte i lang tid tage sig af sin invalide mor. I begyndelsen af 1900-tallet, da hun var henmod slutningen af 30'erne, begyndte hun sine rejser til Balkan, oprindelig for at komme til hægterne da hun havde svært ved at tåle det Engelske klima; imidlertid blev hun så fascineret af Balkanfolkene at hun vendte tilbage – og brugte en stor del af sit liv på at lære dem at kende og at skrive om dem.
Mary Edith Durham havde ikke nogen akademisk uddannelse som antropolog, men må ikke desto mindres regnes som én af de centrale skikkelser i dén branche i første halvdel af 1900-tallet.Hun nød efterhånden en vis anerkendelse og blev et anerkendt Medlem af The Royal Anthropological Institute of England. Edith Durham samlede forskellige ting på sine rejser og gav dem senere til Bankfield Museum i Halifax, hvor man er stolte over hendes samling af dragter og tekstiler der blev nyarrangeret i 1996. Edith Durham døde godt 80 år gammel – 15. november 1944 – på adressen Glenoch Road, London N.W.

High Albania gennemgås og diskuteres i den citerede bog.
Edit Durham agtes højt i Albanien, og der er opkaldt en skole efter hende i Tirana.